# Siracusa (linaje)
El linaje Siracusa (antigua Zaragoza) fue una noble familia siciliana .
El origen de la familia  Siracusa se documenta en el año 1018 dC por Jerónimo Zurita, como una rama de la Casa de Bearn. En la Reconquista de Zaragoza, el vizconde Gastón IV de Bearn liberó a los ciudanos cristianos de la ciudad de Zaragoza, llamado Santa María y fue honrado por el rey español con el señorío de la ciudad.
“en la toma desta ciudad ( Zaragoza en el año 1118 ) gratificó el imperador a los ricos hombres y caballeros que lo sirviéron en la guerra; y porque entre todos fue muy  señalado el  esfuerzo y la constancia de Gaston Vizconde de Bearne, le  hizo merced de la parte de la ciudad que era habitada para christianos, quando los Moros la poseían, que eran ciertos barrios de la parroquia de S. Maria la mayor. Y tuvola el vizconde con la vizcondesa Doña Teresa, su mujer y Centullo su hijo en honor intitulándose Señor  de  Zaragoza  como era costumbre................“  Una rama de esta familia se apellida Zaragoza (Zurita: Anales del reyno de Aragon)
Esto se confirma también por diversos documentos publicados por los Archivos españoles. 
La familia Zaragoza, durante la dominación de los reyes de Mallorca, estuvo a cargo del castillo de la ciudad de Perpignan. 
“ sin poner más dilación en ello el rey envió en el mismo instante a Don Felipe de Castro y al Almirante Don Pedro de Moncada a Elna, para que pidiésen al rey de Mallorca que le mandase entregar la villa y el castillo de Perpiñan y se pusiesen en él los pendones reales: Y ya  el rey de Mallorca había mandado de palabra a  un caballero que tenía cargo del castillo , que se decía mosén Zaragoza......” (Zurita: Anales).
En 1283, la familia se fue a Sicilia con el rey Pedro de Aragón, cuando fue llamado a ser rey de aquella isla, como legítimos sucesores de la Casa de Hohenstaufen, siendo el esposo de Constanza de Aragón, hija de Federico II Emperador del Sacro Imperio Romano. Tomás Zaragoza fue el barón de la ciudad de Vizzini, como lo demuestra la adohámenti "(los cargos que deben cubrirse por los barones de la exempion de deberes militares) decretado por el rey Fredrich III.
“Los capitanes de las galeras genovesas vendieron las armas que tomaron a los moros y se volvieron al Rey Ruberto, y don Ramon, visto que no era parte para defender el castillo, se saliò de la isla  y se pasó a Sicilia ; y quedaron los del castillo en desasperación  de poder ser socorridos. Y entonces los moros de  la isla volvieron sobre él , y fue tan reciamente combatido que entraron y mataron la mayor parte de la gente, y apedrearon mosén Pedro Zaragoza, que el rey Fadrique tenía por alcaide y gobernador y a un hijo suyo......(Zurita, Anales)
García Zaragoza fue Mayordomo de Perpiñán Durante el periodo merovingio, el Mayordomo de palacio (del latín: maior, domus o majordomo: el más importante, el principal, entendiendo que se habla de servidores) era el intendente principal del rey. Durante el reinado de los últimos reyes merovingios, detentaban realmente el poder político, ejerciendo la función de "primer ministro", función ésta que se transmitía, con frecuencia, de padres a hijos.
Roger Zaragoza fue el "Maestro Secreto sobre el río Salso" y Zaragoza Pedro fue gobernador de la isla de Djerba, donde fue asesinado en 1333 durante una revuelta musulmana. [Jeronimo Zurita] Bernardo Zaragoza fue barón de Collesano casado con Ilaria Ventimiglia, hija de el conde de Geraci. 
Antonio Zaragoza  fue enviado como Enbasador del ducato de Athena y Nova Patria al rey de España
“...y los de la ciudad de Atenas enviaron el suyo, que se decía  Antonio Zaragoza a supplicar el rey que los recibiese en su obediencia y les confirmase los privilegios que tenían de los reyes de Sicilia (Zurita, Anales)
En los siglos siguientes, la familia celebró en Sic ilia las baronías Muxía, Cassaro, Castelluzzo, Xiridia y Monasterio en el Valle de Noto como lo documenta los Capibreves de Barberi. 
La cercanía de las propiedades de la familia a la ciudad de Siracusa, que durante la dominación española en Sicilia se llamaba "Zaragoza de Sicilia" favorece el cambio de nombre de la familia a Siracusa y Siragusa. En los documentos latinos de la familia también fue escrito "de Syracusis". 
La familia estuvo representada en Messina, Trapani, Noto, Sciacca y Palermo y tenía relaciones con las familias importantes de Medici, Tagliavia, Perollo, Caetani, Spínola, Corsetto, Oppezinga y Bonanno. 
Pietro y su hija Margherita Siracusa, baronesa de Cassaro, se muestran también como los antepasados de la reina Paola de Bélgica. 
Los príncipes de Cassaro y los Duques de Casteldimirto también derivan de esta familia. 
Los terremotos de 1542 destruyeron el castillo y Cassaro en 1693 la residencia de la familia en la ciudad de Noto. 
La rama de Sciacca participó activamente en la guerra civil entre las familias Peralta y el Conde de Luna, que duró casi 100 años. Este fue el llamado "Caso di Sciacca". Muchos miembros de la familia perdieron la vida o han tenido que abandonar sus hogares. 
Antonio Siracusa trasladó su familia a Palermo, donde ha ocupado importantes cargos: fue varias veces al juez en las cortes reales y fue encarado por el rey Felipe II de España de ser el Presidente del Consejo Supremo de Italia en la corte española. 
Su hijo Carlo estudió Derecho en la Universidad de Bolonia: él era el abogado fiscal del rey y procurador general de la corona. Sirvió al rey como  oficial del ejército español. Era un caballero de la Orden de Alcántara. 
Su hijo Giacomo tuvo a su cargo como visitante real de Puertos reales. Su nieto Carlo se casó con María Spínola, que pertenecía a una familia muy vieja de Génova. Cubrió muchos cargos en nombre de la corona. 
Carlo, que siguió a su padre era un caballero de Alcántara Orden, se casó con Porzia Corsetto, hermana de Octavio Corsetto, el primer conde de Villalta y Duque de Casteldimirto. Documentos de su inscripción pueden consultarse en el Archivo General de Simancas español. Debido a Ottavio Corsetto fue sin hijos, fue heredado por su sobrino, Ottavio Siracusa, en el condado de Villalta y el ducado de Casteldimirto. Fue el primer portador de la provincia Villalta perteneciente a la familia de Siracusa, como lo demuestra los reales archives del Protonotaro  en el archivo del estado de Palermo. 
Tenía un asiento en el Parlamento de Sicilia y fue caballero de la Orden de Santiago de la Espada. Documentos de este honor se encuentran en Archivo Histórico Nacional (Madrid). Se negó el Ducado de Casteldimirto en favor de su hermana María, que se casó en la familia Boccadifuoco, comenzando una nueva dinastía (ahora Filangeri Príncipe de Mirto). 
Con el Acuerdo de Utrecht en 1717 y el gobierno por debajo de la Casa de Saboya en Sicilia, la familia se retiró de la vida política activa, después de haber sido leal a la Casa de Borbón. Los condes de Villalta se dedicaron a la administración de sus propias propiedades.
- Datos: Q1395189